# Brodot
Brodot is een bestuurslaag in het regentschap Jombang van de provincie Oost-Java, Indonesië. Brodot telt 4125 inwoners (volkstelling 2010).